# Лілі Сафра
Лілі Сафра (до шлюбів Воткінс; у шлюбах також Коен, Монтеверде та Бендаган; 30 грудня 1934 — 9 липня 2022) — бразильсько-монегаська мільярдерка, колекціонерка мистецтва, філантропка та світська левиця. Мала значну колекцію творів мистецтва та володіла історичною віллою Леопольда на Французькій Рив'єрі. Її статки оцінювалися в 1,3 мільярда доларів.

## Біографія
Лілі Воткінс народилася 30 грудня 1934 року в Порту-Алегрі, Бразилія, в родині Вольфа Вайта Воткінса, залізничного інженера англо-єврейського походження, який народився в Чехословаччині та переїхав до Південної Америки під час електрифікації бразильських залізниць, та Анніти Нудельман де Кастро, уругвайки російського єврейського походження. :17f Вона виросла в Ріо-де-Жанейро, а потім переїхала з родиною до Монтевідео, Уругвай.
У 17 років вона познайомилася і одружилася з Маріо Коеном, аргентинським панчішним магнатом італійського єврейського походження. Народила трьох дітей. Вони розлучилися на початку 1960-х.У 1965 році одружилася з Альфредо Монтеверде, у минулому Грінбергом, румунським єврейським іммігрантом, який втік з Європи в 1939 році. Він був лідером у бразильському бізнесі з дистрибуції побутової техніки, де заснував бренд Ponto Frio. Лілі всиновила його дитину, яку назвали Карлос. У 1969 році чоловік наклав на себе руки. Через місяць після його смерті Лілі переїхала до Лондона. Банкір її покійного чоловіка, Едмонд Сафра, допоміг їй забезпечити контроль над усім статком покійного. Вона деякий час зустрічалася з Сафра. У той час сім'я Сафра, яка має сефардське єврейське походження, не схвалювала його стосунки з Лілі, яка була єврейського походження ашкеназі.
У 1972 році вона одружилася за бізнесмена Семюеля Бендахана, також єврея-сефарда, і чоловіка зі скромнішим достатком. Вони розійшлись через два тижні, а через рік вона розлучилася з ним.
У 1976 році одружилася з Едмондом Сафра. Видатний банкір мав ліванське єврейське (мізрахійське) походження і був натуралізованим громадянином Бразилії. Він заснував Республіканський національний банк Нью-Йорка. Подружжя ділило свій час між будинками в Нью-Йорку, Монако, Женеві та віллі Леопольда на Французькій Рив'єрі.
2 грудня 1999 року Лілі та Едмонд Сафра отримали громадянство Монако.
3 грудня 1999 чоловік загинув у Монако під час пожежі, яка була визнана підпалом. Його смерть привернула значний інтерес ЗМІ через його багатство та становище. Едмонд Сафра «мабуть, почувався тут настільки безпечно, що не залишав своїх охоронців на ніч, коли спав у Монако». Теда Магера, колишнього американського «зеленого берета», звинуватили в тому, що він влаштував пожежу, щоб отримати згоду Едмона Сафра на порятунок, але пожежа вийшла з-під контролю. Магер був визнаний винним і засуджений до 10 років ув'язнення.
Сафра залишив 50 % своїх активів кільком благодійним організаціям, а решту розділив між членами сім'ї та дружиною, яка отримала 800 мільйонів доларів.
Роман леді Колін Кемпбелл «Імператриця Б'янка» (2005) був визнаний наклепницьким римським ключем адвокатом Сафра Ентоні Джуліусом. Реагуючи на юридичну загрозу у Великій Британії, її видавництво Arcadia відкликало книгу та знищило непродані примірники. :265f Згодом у США вийшло оновлене видання книги.:265f
Лілі Сафра померла від раку підшлункової залози в Женеві 9 липня 2022 року у віці 87 років.

## Благодійність та колекціонування мистецтва

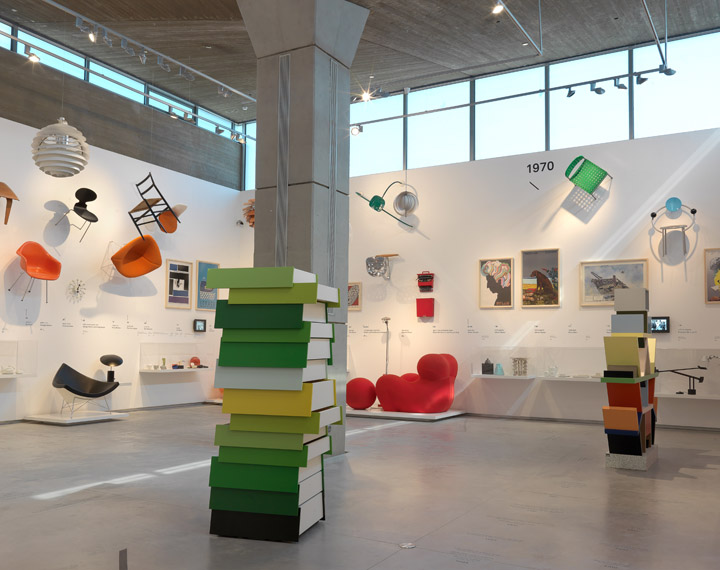
Вид на фонд образотворчих мистецтв Едмонда і Лілі Сафра, Музей Ізраїлю (Єрусалим)

Лілі Сафра підтримувала численні фонди, організації та благодійні організації. У 1977 році вона, її чоловік Едмонд Сафра та Ніна Вайнер заснували Міжнародний сефардський освітній фонд. Вона очолювала Фонд Едмонда Дж. Сафра, який підтримує медичні дослідження та гуманітарну допомогу. У Гарвардському університеті засновано Центр етики Фонду Едмонда Дж. Сафра. У 2010 році завдяки її пожертві у розмірі понад 12 мільйонів доларів було створено міждисциплінарну дослідницьку лабораторію з вивчення інституційної корупції. Частина її колекції, яка в основному складається з виробів ручної роботи, була виставлена на аукціоні Sotheby's у 2011 році. У 2012 році Лілі Сафра подарувала Ізраїльському музею картину Герхарда Ріхтера «Абстрактна картина 849-3» (1997) в пам'ять про свого чоловіка, Едмонда Дж. Сафру. Кілька робіт, подарованих Музею Ізраїлю, зараз розміщені у крилі образотворчого мистецтва Едмонда і Лілі Сафра. Багато з її пожертв надійшли від продажу частин її великої колекції творів мистецтва. У 2012 році вона продала 70 ювелірних прикрас, в тому числі діамантову каблучку прямокутного огранювання вагою 34,05 карата, на користь 20 благодійних організацій, в тому числі однієї з них, яка допомагала бідним руандійським дітям.

### Допомога в надзвичайних ситуаціях

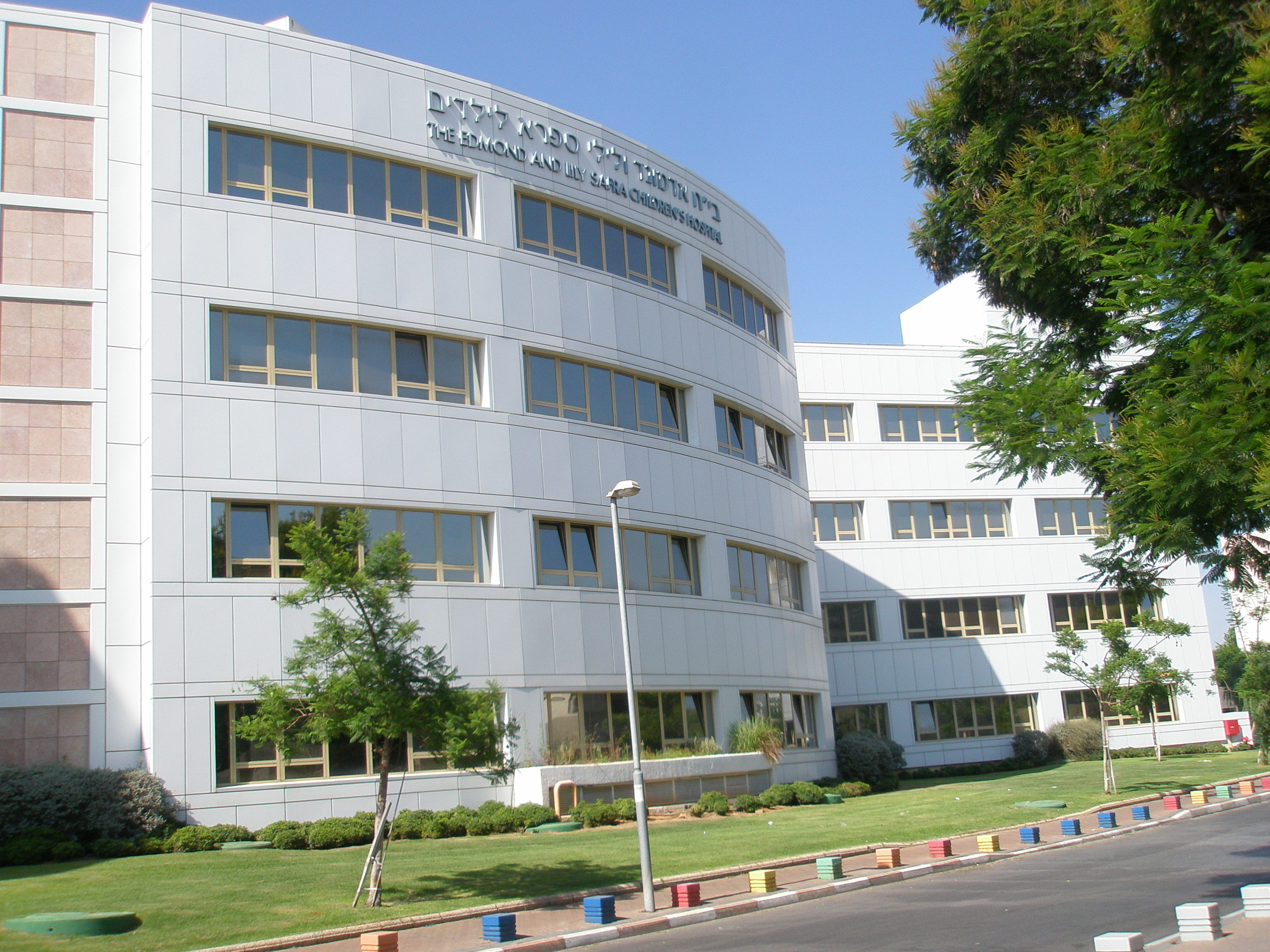
Дитяча лікарня Едмонда і Лілі Сафра, в центрі Себа Тель-Ха-Шомер (Ізраїль)

Сафра підтримала Американський Червоний Хрест і допомогла постраждалим від урагану Катріна у 2005 році. Через Благодійний фонд Едмонда Дж. Сафра вона допомогла заснувати Центр дослідження мозку імені Едмонда Дж. Сафра для вивчення проблем здібностей до навчання при Хайфському університеті.
У зв'язку з розпродажем на Sotheby's у 2005 році меблів і предметів мистецтва зі своєї колекції Сафра пожертвувала 3 мільйони доларів благодійним організаціям у Нью-Йорку, які вони з чоловіком підтримували протягом багатьох років, разом із подарунком Університету Діллард у Новому Орлеані, щоб допомогти йому відновитися після урагану Катріна. У 2011 році аукціонний дім Sotheby's оголосив, що в Нью-Йорку відбувся аукціон колекцій містер і місис Сафра, включаючи меблі, твори мистецтва, столове срібло і декоративні предмети.
У травні 2012 року Сафра запропонувала женевському аукціонному дому Christie's виставити на винятковий аукціон 70 предметів своєї особистої колекції ювелірних виробів. Розпродаж «Jewels for Hope» («Коштовності для надії») включав 18 прикрас від JAR — найбільшу особисту колекцію, створену ювеліром, яка коли-небудь виставлялася на продаж. Весь рекордний прибуток від продажу був переданий 32 благодійним установам по всьому світу в галузі охорони здоров'я, освіти, релігії та культури, в тому числі Фонд Елтона Джона проти СНІДу та Hope and Homes for Children в Румунії.

### Релігія
Сафра забезпечила завершення будівництва синагоги Едмонда Дж. Сафра на Мангеттені.

### Дослідження у сфері охорони здоров'я
У 2009 році Фонд Елтона Джона з боротьби зі СНІДом удостоїв Лілі Сафру нагородою «An Enduring Vision» за її багаторічну підтримку. У жовтні 2013 року Сафра пожертвувала 1 мільйон доларів на підтримку грантових програм фонду. Того ж року Сафра пожертвувала 16 мільйонів доларів на дитячу лікарню ім. Едмонда і Лілі Сафра в Тель-ха-Шомері. Вона також пожертвувала 5 мільйонів доларів на проєкт «Один ноутбук на дитину».
Лілі Сафра заснувала родинний будинок Едмонда Дж. Сафра для пацієнтів, які борються з хворобами, а також їхніх родин у Національному інституті охорони здоров'я поблизу Вашингтона, округ Колумбія. У липні 2010 року вона пожертвувала 8 мільйонів євро Інституту травм головного та спинного мозку в Парижі.
Фонд і ЛІлі Сафра також допомогли створити Центр наук про мозок імені Едмонда та Лілі Сафра при Єврейському університеті, а також Центр біоінформатики Едмонда Дж. Сафра та Центр етики Едмонда Дж. Сафра при Тель-Авівському університеті.
Лілі Сафра була членкинею ради директорів Фонду Майкла Дж. Фокса з дослідження хвороби Паркінсона. У 2020 році Фонд оголосив про заснування Гуманітарної премії імені Едмонда Сафра, щоб вшанувати глибокий філантропічний внесок Лілі Сафра в дослідження хвороби Паркінсона та догляд за хворими. Під час перебування на посаді голови Фонду Едмонда Сафра Лілі Сафра спрямовувала підтримку низки ініціатив Фонду Майкла Фокса, включаючи раннє фінансування Ініціативи з вивчення маркерів прогресування хвороби Паркінсона та Стипендії Едмонда Сафра в галузі рухових розладів.
Також у 2009 році Сафра пообіцяла Фонду Клода Помпіду пожертвувати 7 мільйонів євро на будівництво та завершення Інституту імені Клода Помпіду для дослідження та лікування хвороби Альцгеймера в місті Ніцца, Франція. Інститут був урочисто відкритий і прийняв перших пацієнтів у 2014 році
Сафра була меценаткою організації Надія і житло для дітей у Великій Британії та підтримувала її роботу для дітей в Румунії.

### Мистецтво і культура
Лілі Сафра була членкинею Ради директорів Музею сучасного мистецтва.
3 лютого 2010 року на аукціоні в Лондоні компанія Сафра придбала L'Homme qui marche I, бронзову скульптуру людини в натуральну величину роботи Альберто Джакометті, за 65 мільйонів фунтів стерлінгів (104,3 мільйона доларів США). Ця покупка стала одним із найдорожчих творів мистецтва та найдорожчою скульптурою, яку коли-небудь купували.
У квітні 2019 року Лілі Сафра пообіцяла виділити 10 мільйонів євро на реставрацію Нотр-Дам де Парі після пожежі, яка сильно пошкодила собор.

## Нагороди
- Орден Почесного легіону, офіцер (2011)[45]
- Орден Мистецтв та літератури, Командор[45]
- Королівський коледж Лондона, почесний співробітник[6] :287f[46]
- Почесна голова Міжнародної сефардської освітньої фундації (ISEF)[47]
- Почесний доктор Хайфського університету[23]
- Інститут мистецтв Курто, почесний співробітник[48]
- Почесний доктор Імперського коледжу Лондона[49]
- Почесний доктор Тель-Авівського університету[50]
- Почесний доктор університету Brandeis[51]
- Почесний доктор Техніон — Ізраїльський технологічний інститут (2018)[52]